# Zygophyllum fabago
La alcaparra loca, morsana o mata acostada (Zygophyllum fabago) es una planta herbácea de la familia de las zigofiláceas.

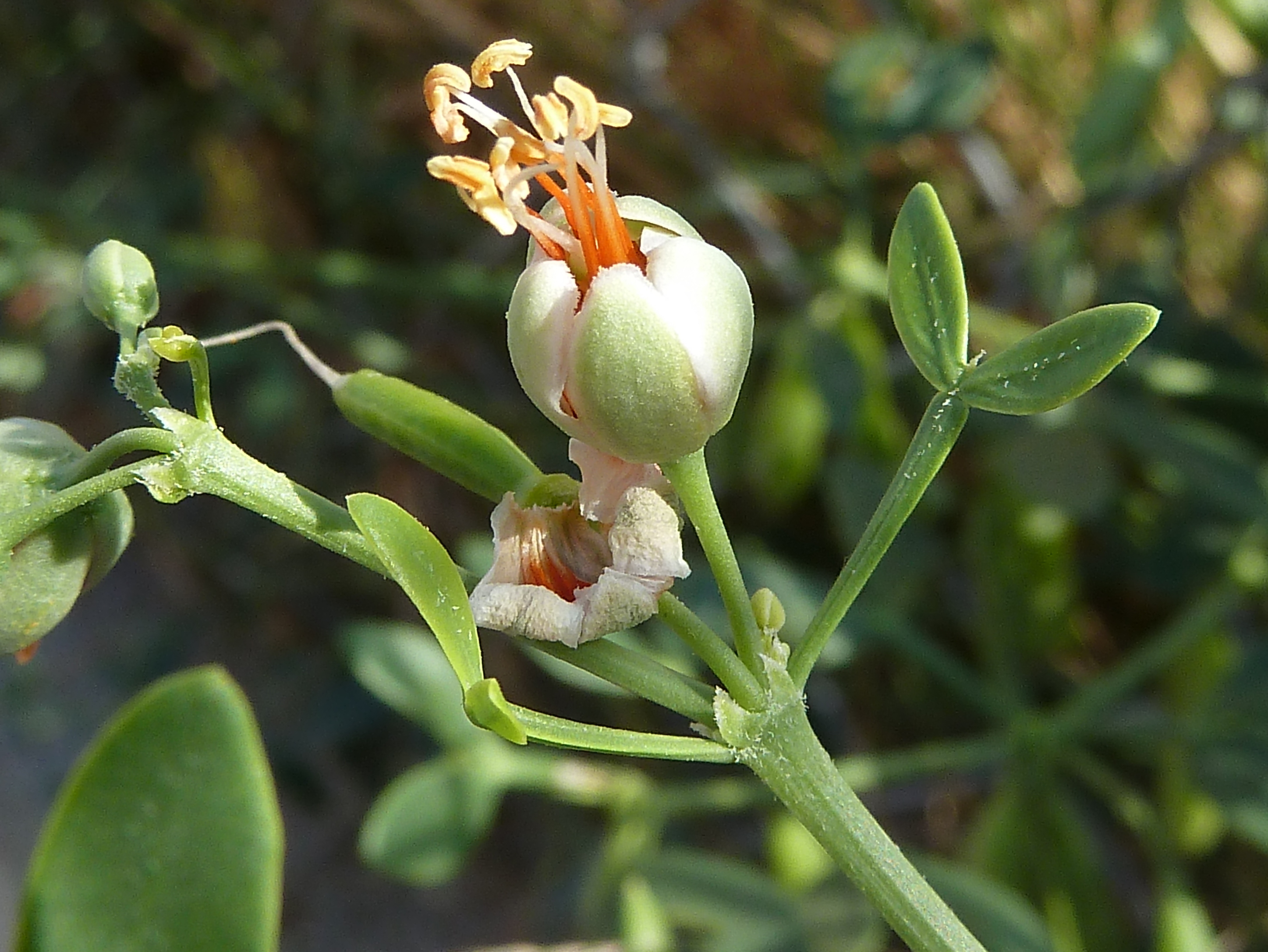
Flores

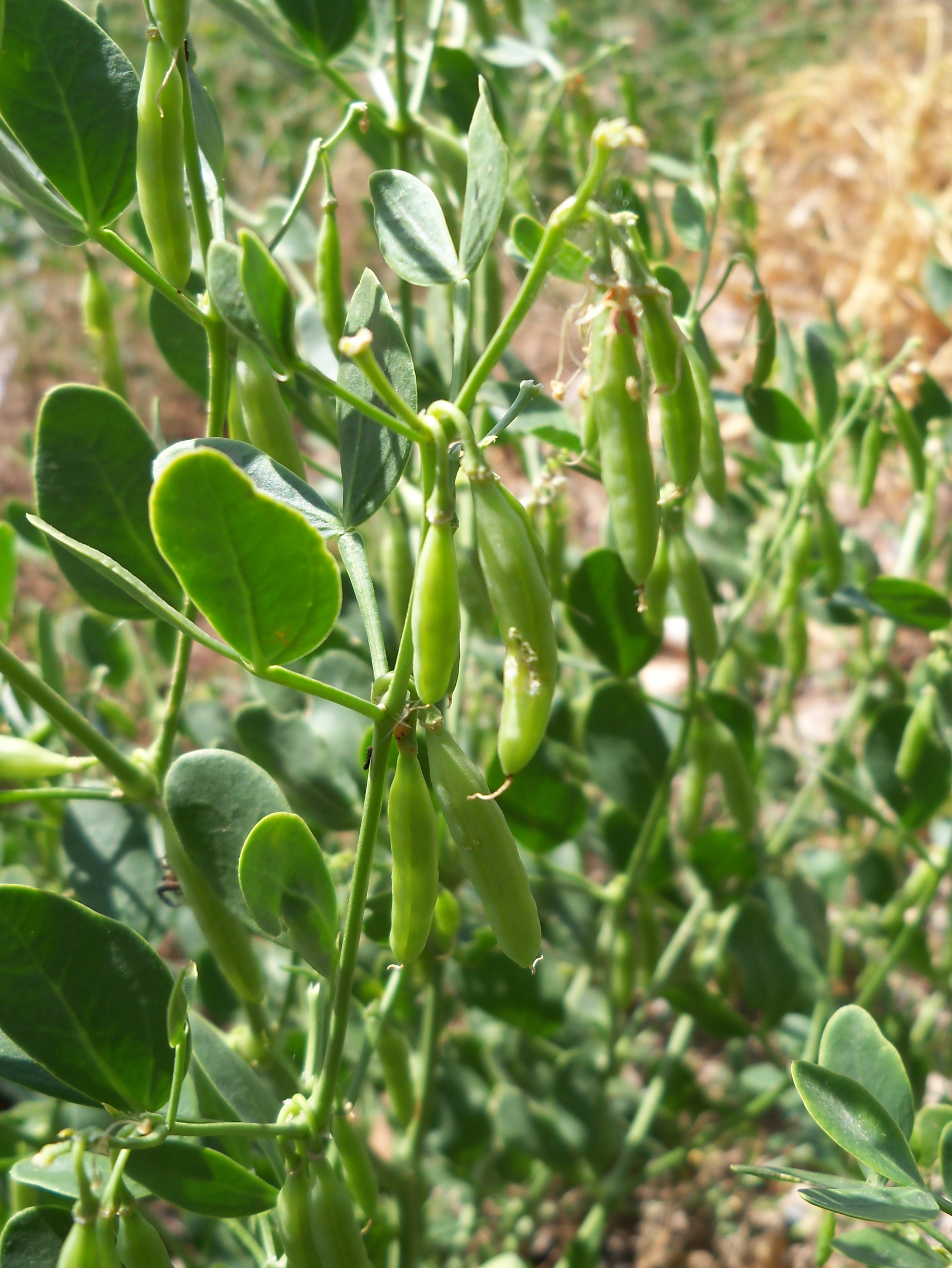
Vista en fructificación aún inmadura

## Descripción
Es lampiña, de 40 a 80 cm (y hasta 150 cm) de altura; ocasionalmente algo rastrera, Tallos dicótomos y hojas bifolioladas, opuestas y con pequeñas estípulas membranosas en la base de los pedúnculos, que son engrosados/alados apicalmente. Los foliolos son ovalados, disminuyendo de tamaño de la base hacía el apex de la planta, pudiendo llegar a ser muy grandes los basales. Flores actinomorfas, pentámeras, con el cáliz dialisépalo y la corola dialipétala. Cada sépalo mide 9 mm y el color es verde claro, con los bordes blancos. Los pétalos, de similar tamaño, presentan una ligera escotadura en la parte superior y son blanco-amarillentos, tachonados de rojo anaranjado en la parte inferior. Los diez estambres se disponen en dos verticilos. Gineceo sincárpico, pentacarpelar, pentalocular y pluriovulado. El fruto es una cápsula colgante, polisperma, de entre 3 y 4 cm, con semillas poligonales aplanadas, algo alargadas, en una sola fila por lóculo, de color marrón oscuro, muy finamente y densamente punteadas. La floración se produce entre marzo y octubre, primavera a otoño en el hemisferio norte.

## Hábitat y distribución
Es una especie nitrófila, que suele encontrarse en sitios áridos, en las inmediaciones de zonas habitadas, escombreras, solares abandonados, cerca de las vías del tren o en la vera de los caminos. Su área se extiende desde Europa occidental hasta el Cáucaso, la región mediterránea, incluido África del Norte y Próximo Oriente. También en Persia y hasta Pakistán, pero su distribución nativa queda discutida. En España peninsular abunda sobre todo en el Este, Sureste y centro, probablemente introducida de la mano del hombre. Es una especie invasora en la Rambla del Albujón, que desemboca en el Mar Menor. Ampliamente naturalizada en Australia y Norteamérica.

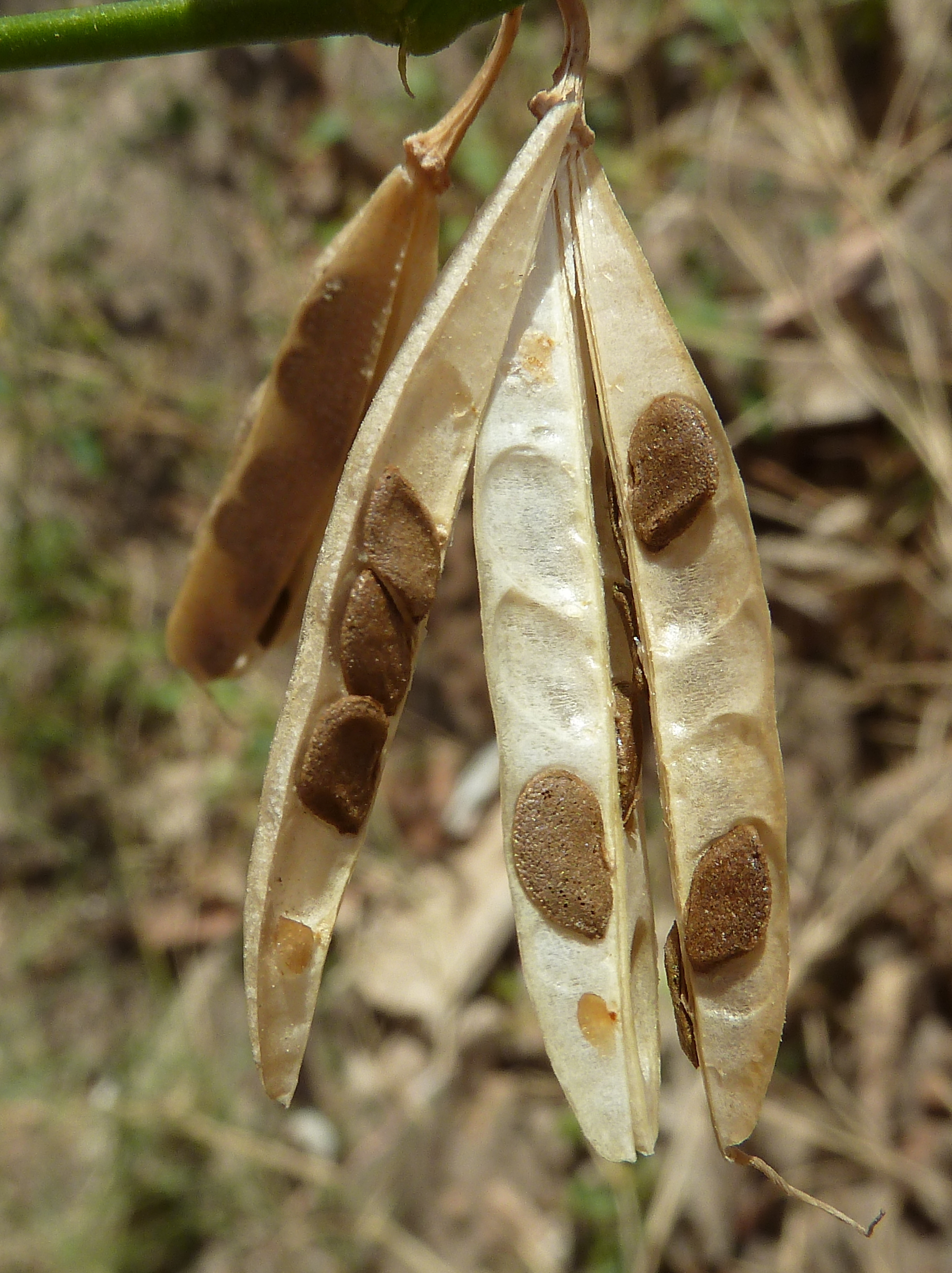
Frutos maduros y semillas in situ, detalle.

## Taxonomía
Zygophyllum fabago fue descrita por Carlos Linneo y publicado en Species Plantarum 1: 385. 1753.
Etimología
- Zygophyllum: nombre genérico que deriva de las palabras griegas: zygon = "yugo", y phyllon = "hoja", debido a los folíolos emparejados.[3]
- fabago: epíteto derivado de faba = "frijol", y el sufijo substantival -ago que se utiliza para indicar una semejanza o la propiedad, así significa "como un frijol".

Sinonimia
- Fabago alata Moench
- Fabago major Sweet
- Zygophyllum fabago L. subsp. dolichocarpum Popov ex Hadidi
- Zygophyllum fabago L. subsp. orientale Boriss. ex Hadidi
- Zygophyllum fabago Thunb.
- Zygophyllum fabago var. brachycarpum auct. non Boiss.
- Zygophyllum fabago L. var. brachycarpum Boiss.

Citología
Tiene un número de cromosomas de 2n=22

## Importancia económica y cultural
Los botones florales sirven como condimento, aderezados previamente en salmuera, de manera similar a las alcaparras.

### Constituyentes químicos
Contiene un 0.002 % del alcaloide harmina (planta entera).

## Nombres comunes
- Castellano: alcaparra loca, habicas bordes, mata acostada, morsana, pepinillos, tápena borde.[10]